# 南湖革命纪念馆

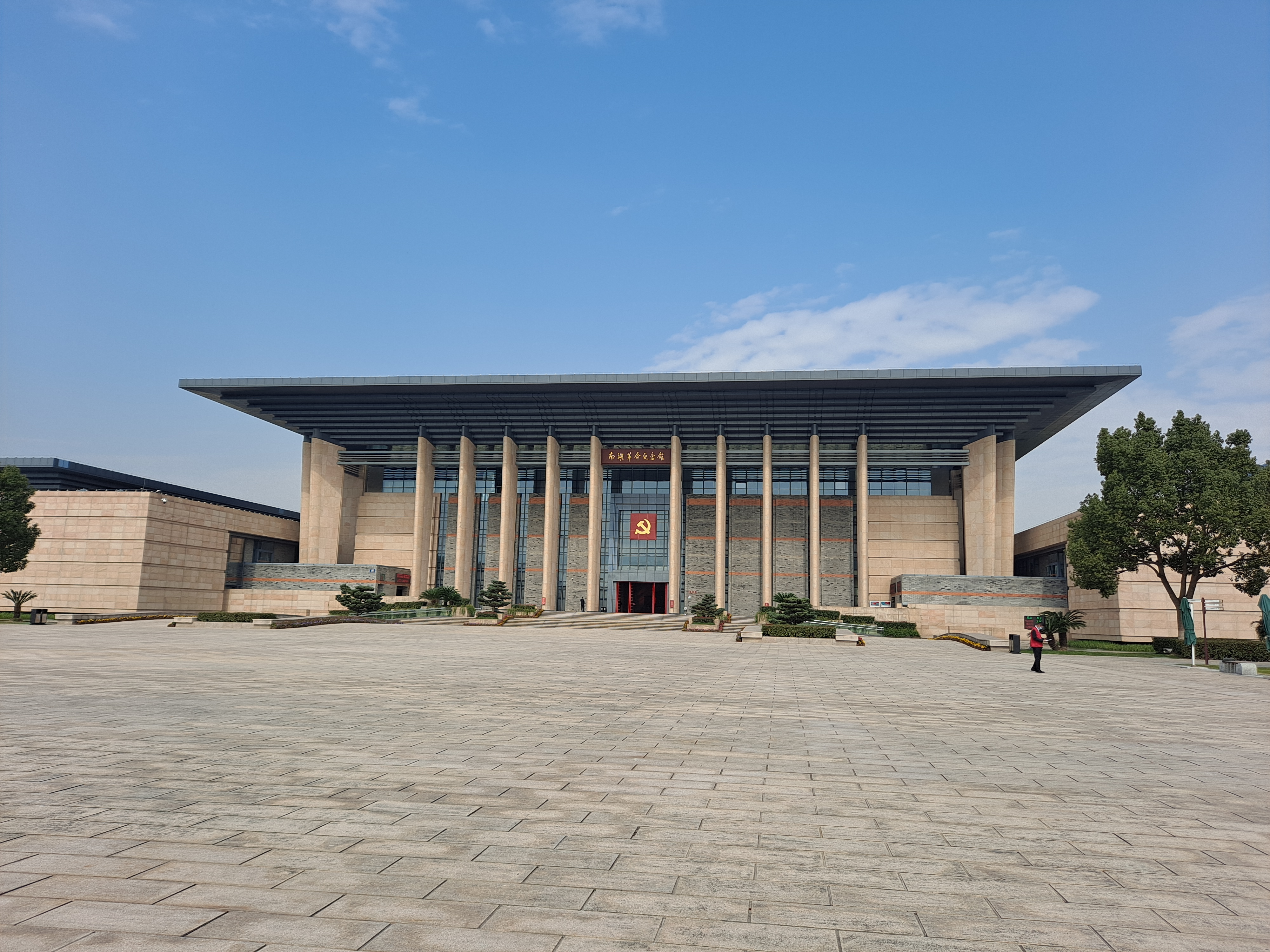
南湖革命纪念馆

南湖革命纪念馆为纪念中共一大在嘉兴南湖闭幕而设立。

## 历史
纪念馆建于1959年，是中共一大南湖会址的纪念、宣传、管理机构。建馆之初，纪念馆馆址设在湖心岛上。1991年七一前夕纪念馆馆舍在南湖东岸落成，占地面积3800平方米，建筑面积1980平方米，主体建筑呈中国共产党党徽造型。2009年5月，南湖革命纪念馆、沈钧儒纪念馆（成立于1998年6月）和嘉兴革命烈士陵园（成立于1969年）整合组建成南湖革命纪念馆。纪念馆新馆选址在南湖南岸，于2007年3月5日开工建设，占地面积2.73公顷，总建筑面积19633平方米，由“一主两副”三幢建筑组成，呈“工”字形平面造型，建筑风格庄重大气。2011年6月30日，新建的南湖革命纪念馆正式开放。